# Ierland op de Olympische Zomerspelen 1932
Ierland nam deel aan de Olympische Zomerspelen 1932 in Los Angeles, Verenigde Staten. Nadat bij de vorige editie voor het eerst goud werd gehaald, werd die prestatie dit keer "verdubbelt".

## Medailleoverzicht
| Sport    | Olympiër        | Discipline         | Medaille |
| -------- | --------------- | ------------------ | -------- |
| Atletiek | Bob Tisdall     | 400m horden (m)    | Goud     |
| Atletiek | Pat O'Callaghan | kogelslingeren (m) | Goud     |

## Deelnemers en resultaten

### Atletiek
| Olympiër          | Discipline             | Resultaat | Prestatie                                                               |
| ----------------- | ---------------------- | --------- | ----------------------------------------------------------------------- |
| Bob Tisdall       | 400m horden (m)        | Goud      | serie 2: 1ste in 54,8 halve finale 1: 1ste in 52,8 finale: 1ste in 51,7 |
| Sonny Murphy      | 3000m steeplechase (m) | DNF       | serie 2: niet gefinisht                                                 |
| Eamonn Fitzgerald | hink-stap-springen (m) | 4e        | 15,01m                                                                  |
| Pat O'Callaghan   | kogelslingeren (m)     | Goud      | 53,92m                                                                  |
| Bob Tisdall       | tienkamp (m)           | 8e        | 6398 punten                                                             |

### Boksen
| Olympiër       | Discipline  | Resultaat | Prestatie |
| -------------- | ----------- | --------- | --- |
| Patrick Hughes | -54kg (m)   | 9e        | 1ste ronde: V van ARG Pereyra: punten                                                                         |
| Ernest Smith   | -57,2kg (m) | 5e        | 1ste ronde: vrij 2de ronde: V van ARG Robledo: punten                                                         |
| James Flood    | -66,7kg (m) | 9e        | 1ste ronde: V van RSA Barton: punten                                                                          |
| William Murph  | -79,4kg (m) | 4e        | 1ste ronde: W van USA Miler halve finale: V van ARG Rossi: punten bronzen finale: V van DEN Jørgensen: punten |

Argentinië · Australië · België · Brazilië · Brits-Indië · Canada · Colombia · Denemarken · Duitsland · Estland · Filipijnen · Finland · Frankrijk · Griekenland · Groot-Brittannië · Haïti · Hongarije · Ierland · Italië · Japan · Joegoslavië · Letland · Mexico · Nederland · Nieuw-Zeeland · Noorwegen · Oostenrijk · Polen · Portugal · Republiek China · Spanje · Tsjecho-Slowakije · Uruguay · Verenigde Staten · Zuid-Afrika · Zweden · Zwitserland